# Eyalet di Monastir
L'eyalet di Monastir  (in turco Eyalet-i Monastir) fu un eyalet dell'Impero ottomano. Confuso spesso dalla storiografia con l'Eyalet di Rumelia, esso era in realtà uno stato diverso dal suo predecessore, soprattutto per le dimensioni più ridotte di Monastir.

## Geografia antropica

### Suddivisioni amministrative
I sanjak dell'Eyalet di Monastir a metà Ottocento erano:
1. Sangiaccato di Scutari
2. Sangiaccato di Ocrida
3. Sangiaccato di Monastir (Bitola)
4. sanjak di Kesryé (Kastoria)

## Governatori[4]
...
- Osman Pasha (settembre 1844 - agosto 1845)
- Mehmed Selim Pasha Eneste Haseki (agosto 1845 - marzo 1848)
- Hafiz Mehmed Pasha Cherkes (marzo 1848 - maggio 1850)
- Ismail Pasha Payasli (maggio 1850 - aprile 1851)
- Mustafa Tosun Pasha (aprile 1851 - ottobre 1853)
- Ali Riza Mehmed Pasha (novembre 1853 - febbraio 1854)
- Mazhar Osman Pasha Arnavud (settembre 1858 - agosto 1859)
- Ebubekir Rüstem Pasha (agosto 1859 - marzo 1860)
- Mustafa Pasha Alyanak (marzo 1860 - luglio 1863)
- Mahmud Pasha (luglio 1863 - gennaio 1864)

Passaggio al Vilayet di Monastir